# باشگاه فوتبال بولونیا
باشگاه فوتبال بولونیا (به ایتالیایی: Bologna Football Club 1909) یک باشگاه فوتبال ایتالیایی در شهر بولونیا است که در سری آ رقابت می‌کند.
این باشگاه تاکنون ۷ قهرمانی در سری آ، ۳ قهرمانی در جام حذفی ایتالیا و یک قهرمانی در جام اینترتوتو را به دست آورده‌است.
بولونیا در سال ۱۹۰۹ تأسیس شد و از اعضای مؤسس سری آ بود و بسیاری از قهرمانی‌های لیگ خود را در اواخر دهه ۱۹۳۰ به دست آورد. پس از آن، دوران درخشان بولونیا در لیگ پایان یافت تا آنکه در سال ۱۹۶۴ توانستند آخرین عنوان لیگ خود را تا به امروز کسب کنند. دو عنوان قهرمانی کوپا ایتالیا را در دهه ۱۹۷۰ به دست آوردند و باقی قرن بیستم را در سقوط به سقوط بجنگند. بولونیا چندین بار در اوایل دهه ۲۰۰۰ و ۲۰۱۰ به دلیل سوء مدیریت مالی تغییر مالکیت داد و پس از آن دوره، تحت عنوان کنسرسیومی کانادایی به رهبری «جوی ساپوتو» به ثبات رسید.
بولونیا، تجربه ۷۳ فصل حضور را در سری آ دارد که از این جهت، نهمین باشگاه برتر در تاریخ فوتبال ایتالیاست. از سال ۱۹۲۷، ورزشگاه رناتو دلارا خانهٔ این باشگاه بوده که دهمین ورزشگاه بزرگ از نظر ظرفیت در سری آ است.

## افتخارات
سری آ
- قهرمان: ۱۹۲۴–۲۵, ۱۹۲۸–۲۹, ۱۹۳۵–۳۶, ۱۹۳۶–۳۷, ۱۹۳۸–۳۹, ۱۹۴۰–۴۱, ۱۹۶۳–۶۴.
- نایب قهرمان: ۱۹۲۰–۲۱, ۱۹۲۳–۲۴, ۱۹۲۵–۲۶, ۱۹۲۶–۲۷, ۱۹۳۱–۳۲, ۱۹۳۹–۴۰, ۱۹۶۵–۶۶.

جام حذفی ۳:
- قهرمانی‌ها: ۱۹۶۹–۷۰, ۱۹۷۳–۷۴, ۲۰۲۴–۲۵.

جام میتروپا ۳:
- قهرمانی‌ها: ۱۹۳۲, ۱۹۳۴, ۱۹۶۱.

جام اینترتوتو:
- قهرمانی‌ها: ۱۹۹۸